# Fondo de Ahorro de Panamá
Der Fondo de Ahorro de Panamá (FAP) ist ein Staatsfonds mit Sitz in Panama-Stadt, Panama und wurde 2012 gegründet.
Er zielt darauf ab, durch umsichtige Anlagestrategien langfristige Sparmechanismen für den panamaischen Staat zu etablieren, mit dem Ziel, für Notfälle aufgrund von Naturkatastrophen oder Konjunkturabschwung eine Absicherung zu schaffen, die auch zukünftigen Generationen der Panamaer zugutekommt.

## Geschichte

### Gründung
Der Fondo de Ahorro de Panamá („FAP“ oder „Fonds“) wurde von der panamaischen Nationalversammlung durch Gesetz 38 vom 5. Juni 2012 („Gesetz 38“) geschaffen. Hauptzweck und Ziel des FAP sind die Schaffung eines langfristigen Sparmechanismus für den Staat und die Einrichtung eines Stabilisierungsmechanismus im Falle eines Ausnahmezustands und einer Konjunkturabschwächung.

### Finanzierung
Gemäß Gesetz 38, geändert durch Gesetz 51 vom 10. Oktober 2018, sind die Finanzierungsquellen des FAP:
- 50 % aller Beiträge der Panamakanalbehörde an die Staatskasse, die 2,25 % des nominalen BIP des jeweiligen Haushaltsjahres übersteigen;
- Erträge der FAP, bis ihr Eigenkapital 5 % des nominalen BIP des Vorjahres übersteigt;
- Erlöse aus dem Verkauf von Anteilen an staatlichen Unternehmen;
- Erbschaften, Vermächtnisse und Schenkungen an die FAP;
- Alle Mittel, die gesetzlich der FAP zufließen sollen.[5]

## Mitgliedschaften
Er ist Mitglied im International Forum of Sovereign Wealth Funds (IFSWF) und hat sich damit verbunden auch den Santiago-Prinzipien für angemessenes Handeln und ordentlicher Geschäftstätigkeit verschrieben.